# Astrid (voilier)
Pour les articles homonymes, voir Astrid.
Le STV Astrid est un brigantin traditionnel (ou brick), à coque acier blanc, construit en 1918 aux Pays-Bas dans les chantiers navals Greg Van Leewin de Schéveningue.
Il appartenait à l'association The Astrid Trust qui le restaura dès 1984, pour en faire un navire-école(STV pour Sail Training Vessel ou vaisseau à voile d'entraînement).
Le 24 juillet 2013, il fait naufrage sur les côtes de Cork en Irlande. Les 30 passagers et membres d'équipage ont pu être secourus par les garde-côtes.

## Histoire
Il a servi la première fois de cargo en portant le nom de Wuta, transportant, à partir de 1921, du bois, des céréales ou du charbon en mer Baltique, en mer du Nord et dans la Manche. WUTA était l'acronyme de Wacht Uw Tijd Af ce qui signifie prenez votre temps.
Passant sous pavillon suédois en 1937, il fut rebaptisé Astrid. Il continua le commerce à la voile dans la Mer Baltique jusqu'en 1975, date de la mort de son armateur. Dépouillée de son gréement, il fut ensuite vendu à des Libanais. Victime d'un incendie, l’Astrid évite la mise à la ferraille et échoue dans une vasière de la rivière Hamble en Angleterre.
En 1984, le Commandant Graham Neilson entreprend sa restauration pour en faire un voilier éducatif au sein d'une Association The Astrid Trust, créée pour permettre cette restauration ainsi que l'exploitation future du voilier. 
Après la réfection de la coque, du pont et de l'intérieur, le gréement fut reconstitué. Il fallut 19 pins de Douglas pour cela. Le lest fut réalisé avec des rails de chemin de fer de récupération, le beaupré récupéré sur une épave de l'Île de Wight, le moteur sur une péniche.
Le 24 mai 1989, le lancement de l’Astrid est célébré par la princesse Anne. En 1999, il repasse sous pavillon néerlandais.
Désormais, avec douze cabines doubles, il peut embarquer 24 stagiaires, ou jusqu'à 60 passagers à la journée. Il participe à divers rassemblements de grands voiliers des Tall Ships' Races.

## Naufrage
L’Astrid a fait naufrage, au bord des côtes d'Irlande le 24 juillet 2013 proche du port de Kinsale. Les 30 naufragés ont pu être récupérés par les services de secours irlandais (le patrouilleur LÉ Róisín (P51)) et la goélette irlandaise Spirit of Oysterhaven.
Il devait participer à la Mediterranean Tall Ships Regatta 2013 et faire escale à la Toulon Voiles de Légende 2013 du 27 au 30 septembre 2013.